# Wielosił

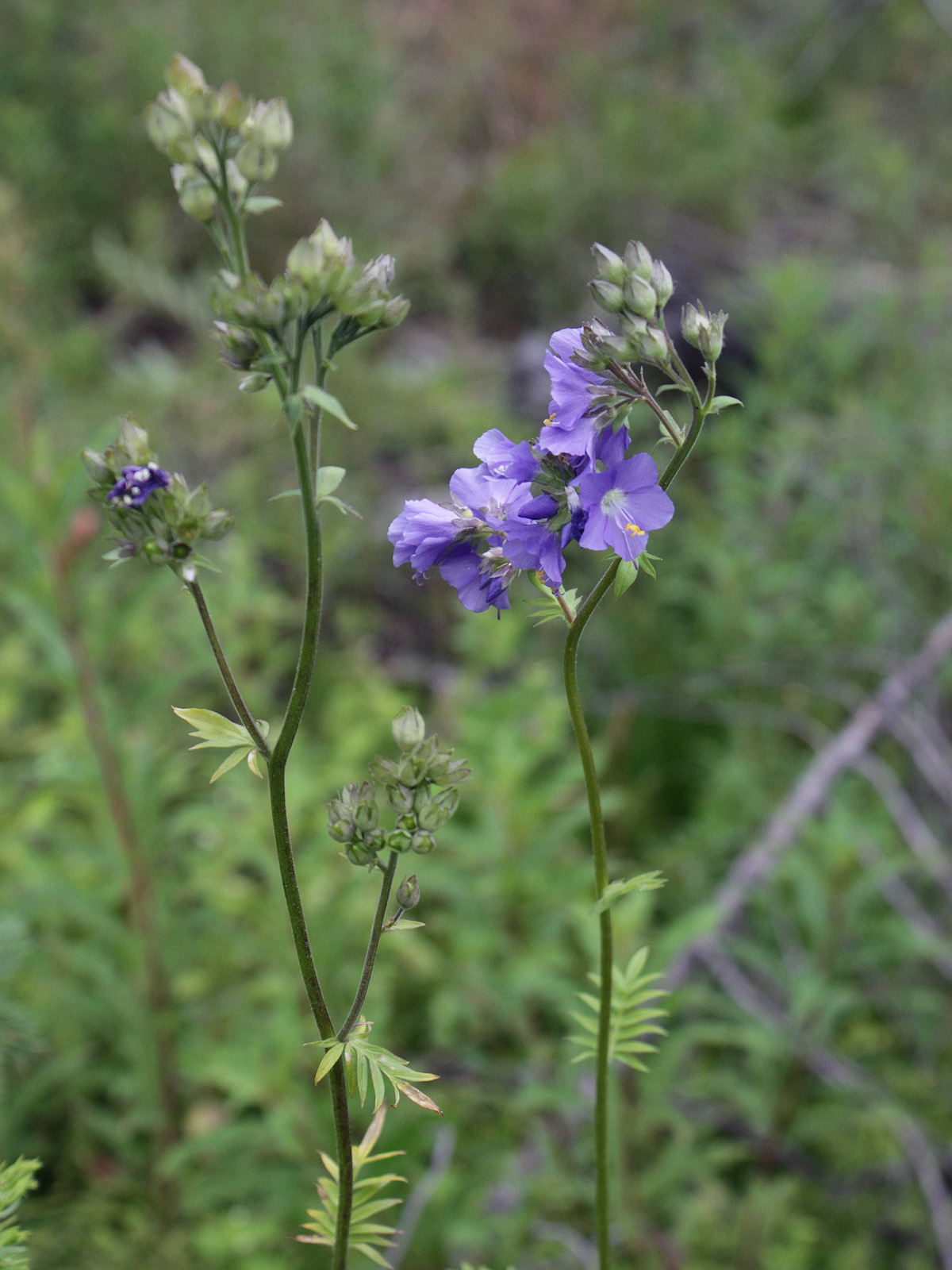
Wielosił błękitny

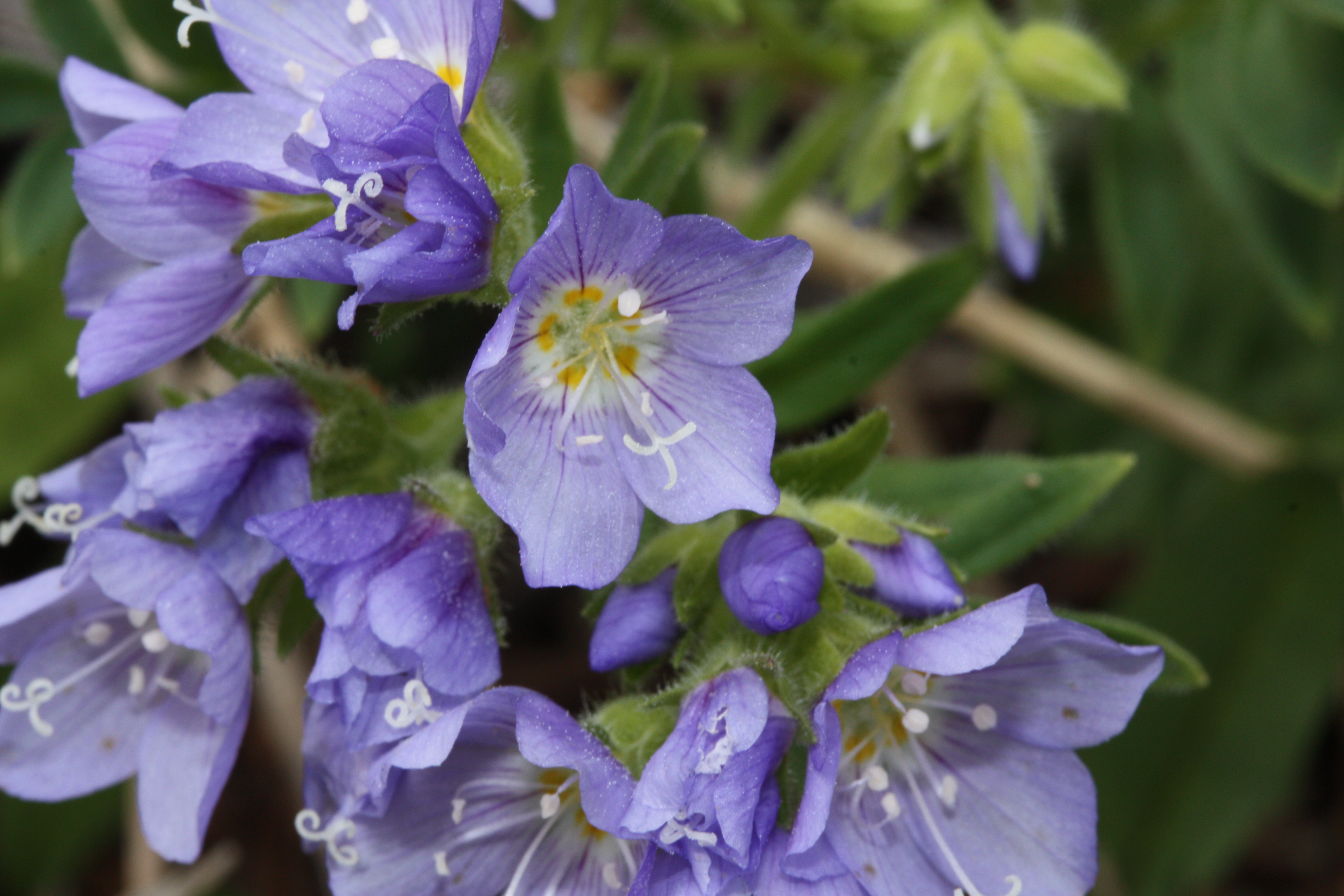
Kwiaty Polemonium californicum

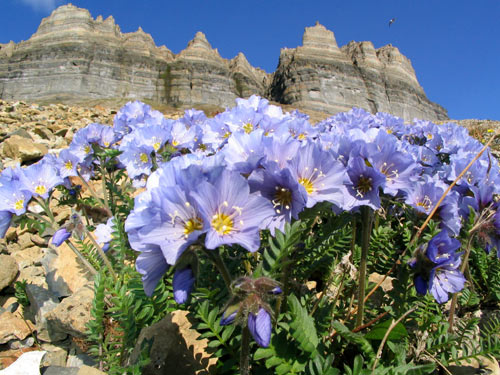
Wielosił późny

Wielosił (Polemonium L.) – rodzaj roślin należący do rodziny wielosiłowatych (Polemoniaceae). Należy do niego 36 gatunków występujących głównie na półkuli północnej, na obszarach o klimacie umiarkowanym i arktycznym, dwa gatunki występują w Chile. W polskiej florze jedynym przedstawicielem jest wielosił błękitny (Polemonium caeruleum). W naturze rośliny tego rodzaju rosną na różnych siedliskach – od wilgotnych łąk, poprzez widne lasy, skały i górskie murawy, głównie na terenach górskich. Wiele gatunków i mieszańców międzygatunkowych uprawianych jest jako rośliny ozdobne.

## Morfologia
PokrójByliny, rzadziej rośliny jednoroczne i dwuletnie o pędach na ogół prosto wzniesionych i ogruczolonych, osiągających do 0,9 m wysokości, wyrastających z poziomego kłącza.
LiścieSkrętoległe, często skupione w przyziemną rozetę. Pierzasto podzielone, z listkami licznymi (ponad 12 par), o zarysie blaszki podługowatym do owalnego. Blaszka naga do ogruczolonej.
KwiatySkupione na szczytach pędów w gronach rzadziej główkowato. Kielich dzwonkowaty, z 5 działkami zrosłymi u nasady. Płatków korony jest 5, zrośniętych u nasady w krótszą lub dłuższą rurkę, na szczycie zwykle zaokrąglonych. Tworzą koronę dzwonkowatą lub lejkowatą. Mają kolor niebieski, fioletowy lub różowy, rzadko żółtawy lub biały. Pręcików jest 5, z nitkami u nasady nieco owłosionymi. Zalążnia górna, z 3 owocolistków, z pojedynczą szyjką słupka, na szczycie trójdzielnym.
OwoceTorebki owalne, rzadziej kulistawe. Nasiona brązowe do czarnych, zwykle kanciaste, w liczbie od 1 do 12 w każdej z komór.

## Systematyka
Rodzaj należy do podrodziny Polemonioideae z rodziny wielosiłowatych Polemoniaceae.
Wykaz gatunków
- Polemonium boreale Adams – wielosił późny
- Polemonium brandegeei (A.Gray) Greene – wielosił Brandegeego
- Polemonium caeruleum L. – wielosił błękitny
- Polemonium californicum Eastw.
- Polemonium campanulatum (Th.Fr.) Th.Fr.
- Polemonium carneum A.Gray – wielosił różowy
- Polemonium caucasicum N.Busch
- Polemonium chartaceum H.Mason
- Polemonium chinense (Brand) Brand
- Polemonium eddyense Stubbs
- Polemonium elegans Greene
- Polemonium elusum J.J.Irwin & R.L.Hartm.
- Polemonium eximium Greene
- Polemonium foliosissimum A.Gray – wielosił wielolistny, wielosił żółty
- Polemonium glabrum J.F.Davidson
- Polemonium grandiflorum Benth.
- Polemonium hingganicum (P.H.Huang & S.Y.Li) S.Y.Li & K.T.Adair
- Polemonium kiushianum Kitam.
- Polemonium majus Tolm.
- Polemonium mexicanum Cerv. ex Lag.
- Polemonium micranthum Benth.
- Polemonium nevadense Wherry
- Polemonium occidentale Greene
- Polemonium pauciflorum S.Watson – wielosił skąpokwiatowy
- Polemonium pectinatum Greene
- Polemonium pulchellum Bunge
- Polemonium pulcherrimum Hook. – wielosił przepiękny
- Polemonium reptans L. – wielosił rozesłany
- Polemonium sachalinense Vorosch.
- Polemonium schizanthum Klokov
- Polemonium schmidtii Klokov
- Polemonium × speciosum Rydb.
- Polemonium sumushanense G.H.Liu & Y.Q.Ma
- Polemonium vanbruntiae Britton
- Polemonium × victoris Klokov
- Polemonium villosissimum (Hultén) D.F.Murray & Elven
- Polemonium villosum Rudolph ex Georgi
- Polemonium viscosum Nutt. – wielosił lepki

## Zastosowanie i uprawa
Liczne gatunki i mieszańce między nimi uprawiane są jako rośliny ozdobne. Zalecane są do nasadzeń w ogrodach skalnych, naturalistycznych i na rabaty bylinowe. Większość gatunków jest całkowicie mrozoodporna. Najlepiej rosną na przepuszczalnej, mineralnej glebie na stanowisku słonecznym. Byliny najprościej rozmnażać przez podział lub sadzonkowanie, gatunki jednoroczne przez wysiew nasion. Dla zachowania bylin w dobrym stanie wymagają przesadzania co kilka lat.